# Bäckaby
Bäckaby är en ort i Vetlanda kommun, kyrkby i Bäckaby socken i Jönköpings län. Vid småortsavgränsningen 1990 klassade SCB delar av byn som en småort med en befolkning på 59 invånare. Vid nästa avgränsning 1995 upplöstes småorten.
Medeltidskyrkan Bäckaby gamla kyrka låg fram till 1902 i byn då den ersattes av en större stenkyrka kallad Bäckaby kyrka. 
I orten finns bland annat en förskola en sommarservering ett vandrarhem och ett mindre gym. 